# إيرما شولتز كيلر
إيرما شولتز كيلر (بالسويدية: Irma Schultz Keller)‏ هي ممثلة سويدية، ولدت في 1 أكتوبر 1965 في ستوكهولم في السويد.

## وصلات خارجية
- إيرما شولتز على موقع IMDb (الإنجليزية)
- إيرما شولتز على موقع ميوزك برينز (الإنجليزية)
- إيرما شولتز على موقع ديسكوغز (الإنجليزية)
- إيرما شولتز على موقع قاعدة بيانات الفيلم (الإنجليزية)